# فرناندا دا سيلفا (دراج)
فرناندا دا سيلفا (بالإنجليزية: Fernanda da Silva)‏ مواليد 15 نوفمبر 1981 في سيارا، هو دراج برازيلي. شارك في دورة الألعاب الأولمبية الصيفية.

## روابط خارجية
- فرناندا دا سيلفا على موقع أرشيف الدراجات (الإنجليزية)
- فرناندا دا سيلفا على موقع إحصائيات الدراجات الإحترافية (الإنجليزية)
- فرناندا دا سيلفا على موقع نسبة الدراجات (الإنجليزية)
- فرناندا دا سيلفا على موقع أوليمبيديا (الإنجليزية)